# Eu lírico

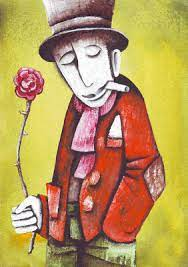
"O eu lírico é a voz de um poema, o seu narrador"

Eu lírico, ou eu poético, é um conceito literário que designa a voz de um poema, o seu narrador. É um personagem criado por um poeta para transmitir um conteúdo subjetivo seu em um poema.
Considerando-se a poesia a expressão literária do "eu", o conteúdo expresso será ocasionalmente relacionado à própria subjetividade do eu poético, de modo que um poema - principalmente um poema lírico - é a expressão da subjetividade do seu eu lírico. Nas palavras de Massaud Moisés: "o eu poético define-se como um eu que se autoexpressa para se conhecer e para se comunicar ao leitor".
O imaginário popular costuma associar a voz de um poema ao seu autor, mas isso é uma afirmação equivocada. Primeiro, porque um poeta pode muito bem escrever um poema se passando por "outra pessoa", como fez Noel Rosa na canção "Pela décima vez", onde a voz do poema é de uma mulher (embora o autor seja um homem). Depois, porque mesmo que o autor queira expressar a sua voz em um poema, só poderá transcrever aquilo que pensa de si ou então uma parte do seu eu, e não o que ele realmente é por completo. Assim, de qualquer maneira, o eu lírico será um personagem à parte do poeta.
Alguns autores, porém, como o professor Massaud Moisés, afirmam que o eu lírico é uma entidade criada para autoexpressão do poeta que o criou. Assim, em todos os poemas de um mesmo poeta, haverá apenas um eu lírico: "o poeta transfere as estratégias criativas para uma única entidade. Os vários textos que elabora - os poemas - ressoam uma única voz, um único narrador". Outros afirmam que cada poema apresenta um eu lírico diferente.

## Tipos de eu lírico

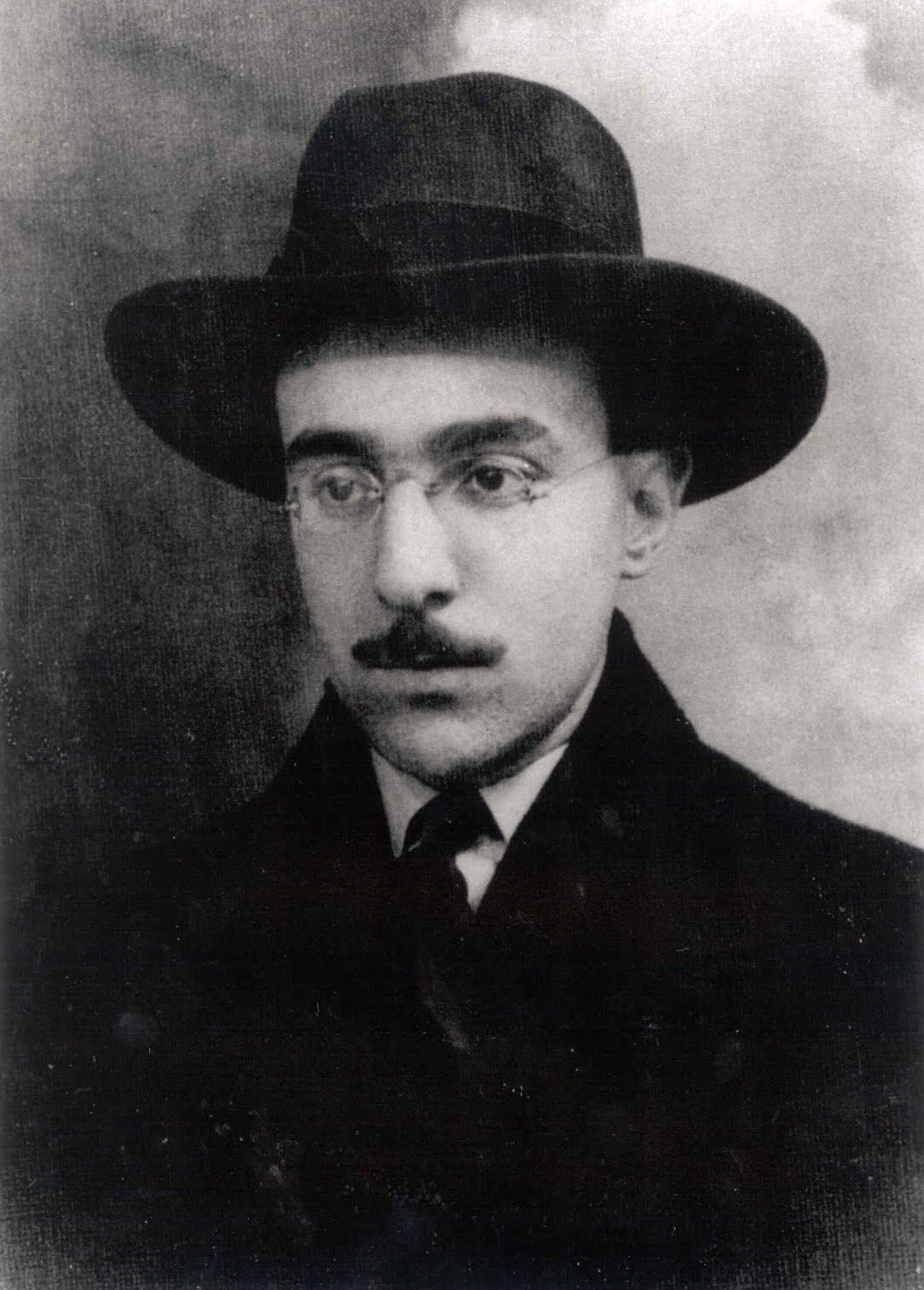
"Mesmo o caso singular de Fernando Pessoa não foge à regra: os heterônimos, incluindo o Fernando Pessoa ortônimo, são de tonalidades de uma única voz, um único narrador, à semelhança de várias mutações, aparentemente autônomas e contraditórias, sofridas por um poeta no curso dos anos."

A atitude do eu lírico definirá drasticamente o poema. "T. S. Eliot distingue [...] três vozes em poesia: primeira, "a do poeta falando a si próprio - ou a ninguém", segunda, "a do poeta que se dirige a uma audiência, seja grande ou pequena", terceira, "a do poeta quando intenta criar uma personagem dramática exprimindo-se em verso". No primeiro caso, teríamos a poesia lírica, pois que "o poema expressa diretamente os pensamentos e sentimentos do poeta"; no segundo, a poesia épica; e no terceiro, o teatro". Mas a questão é mais complicada, e muitos autores contemporâneos afirmam que não podemos definir o gênero de um poema apenas pela da atitude do eu lírico, embora ela seja um fator relevante.
Em geral, podemos identificar pelo menos cinco tipos de eu lírico:
- eu lírico pessoal: muito comum na poesia lírica, seu discurso está geralmente centrado na primeira pessoa do singular (eu). Representa um indivíduo falando a si mesmo, a uma segunda pessoa ou a ninguém, e o seu objetivo é expressar os seus próprios conteúdos subjetivos;

Amemos! quero de amor

Viver no teu coração!

Sofrer e amar essa dor

Que desmaia de paixão!

Álvares de Azevedo
- eu lírico coletivo: bastante comum na poesia épica moderna, seu discurso está centrado na primeira pessoa do plural (nós). Representa um grupo social, do qual o eu lírico faz parte;

Nosso céu tem mais estrelas

Nossas várzeas têm mais flores

Nossos bosques têm mais vida

Nossa vida mais amores

Gonçalves Dias
- eu lírico impessoal: comum em todos os gêneros de poesia, seu discurso está centrado na terceira pessoa (ele/a, eles/as). É uma voz que costuma descrever ou comentar um assunto externo;

Amor é fogo que arde sem se ver;

É ferida que dói e não se sente;

É um contentamento descontente;

É dor que desatina sem doer;

Luís de Camões
- eu lírico narrativo: bastante comum na poesia épica antiga (epopeias), seu discurso está centrado na terceira pessoa também. É uma voz que se dedica a narrar fatos e eventos, geralmente fictícios, mas ainda em linguagem poética;

Já neste tempo o lúcido planeta

Que as horas vai do dia distinguindo

Chegava à desejada e lenta meta,

A luz celeste as gentes encobrindo,

E da casa marítima secreta

Lhe estava o Deus Noturno a porta abrindo,

Quando as infidas gentes se chegaram

Às naus, que pouco havia que ancoraram

Os lusíadas - Luís de Camões
- eu lírico dramático: bastante comum no teatro antigo e renascentista, seu discurso pode se centrar em qualquer tipo de pessoa. É uma voz que representa um personagem teatral, as suas falas.

ÉDIPO

Que disse? É pouco, mas um mínimo detalhe

talvez nos leve a descobertas decisivas

se nos proporcionar um fio de esperança.

CREONTE

Falou que alguns bandidos encontraram Laio

e o trucidaram, não com a força de um só homem

pois numerosas mãos se uniram para o crime.

Édipo rei - Sófocles
Alguns autores defendem, ainda, a existência de um eu lírico reflexivo, que se caracteriza, basicamente, por questionar, exprimindo dúvidas filosóficas.

Se amor não é qual é este sentimento?

Mas se é amor, meu Deus, que coisa é a tal?

Se boa, por que tem ação mortal?

Se má por que é tão doce o seu tormento?

Petrarca
Há poemas, porém, que fazem uso de mais de um tipo de eu lírico.